# Allantodia bittynensis
Allantodia bittynensis là một loài thực vật có mạch trong họ Woodsiaceae. Loài này được (Tagawa) Ching miêu tả khoa học đầu tiên năm 1964.